# (8692) 1992 WH
A (8692) 1992 WH a Naprendszer kisbolygóövében található aszteroida. Ueda Szeidzsi és Kaneda Hirosi fedezte fel 1992. november 16-án.